# 三峡大瀑布
三峡大瀑布，又名白果树瀑布，位于湖北省宜昌市夷陵区黄花乡新坪村，高102米、宽80米，为国家4A级旅游景区。

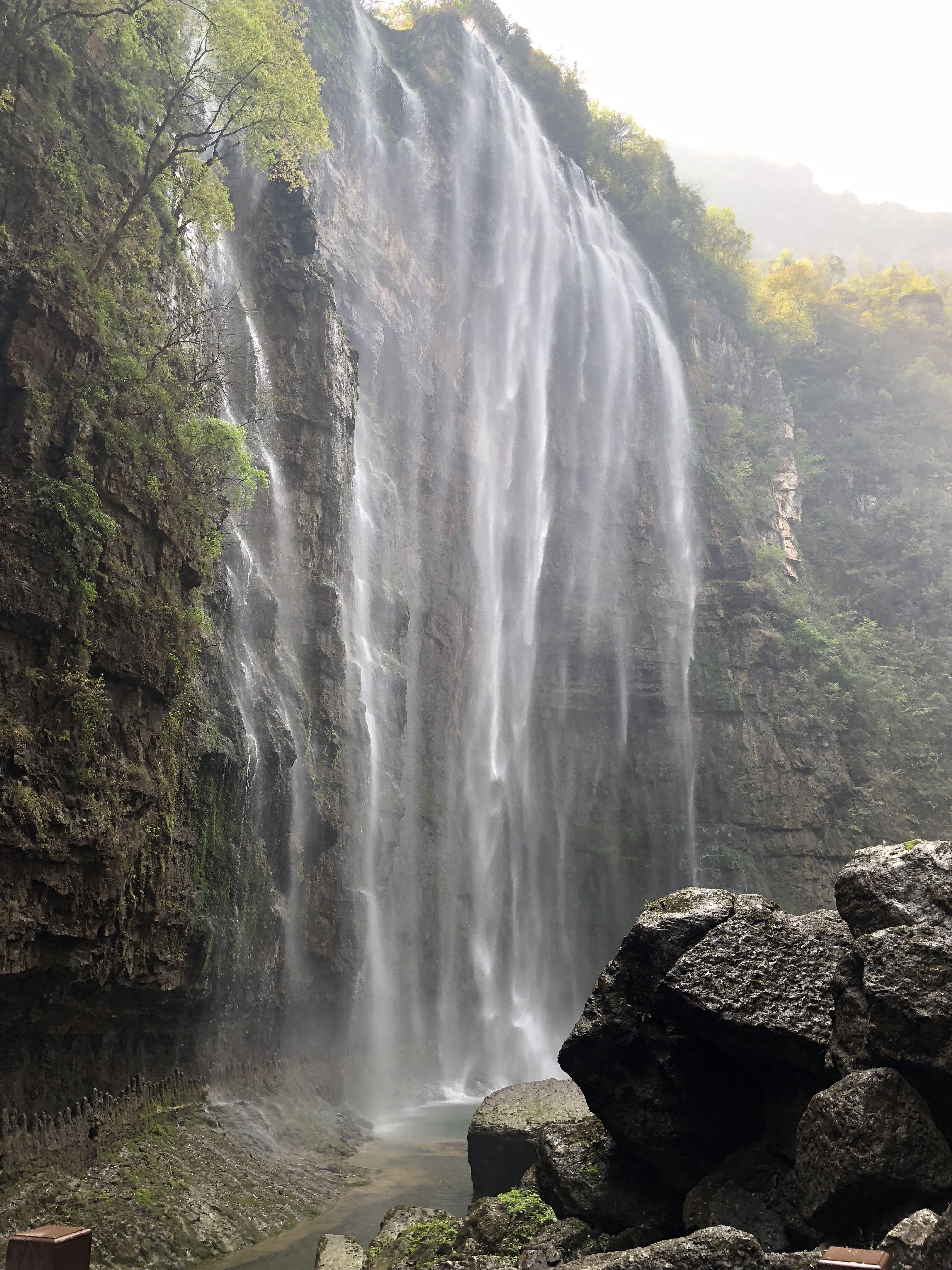
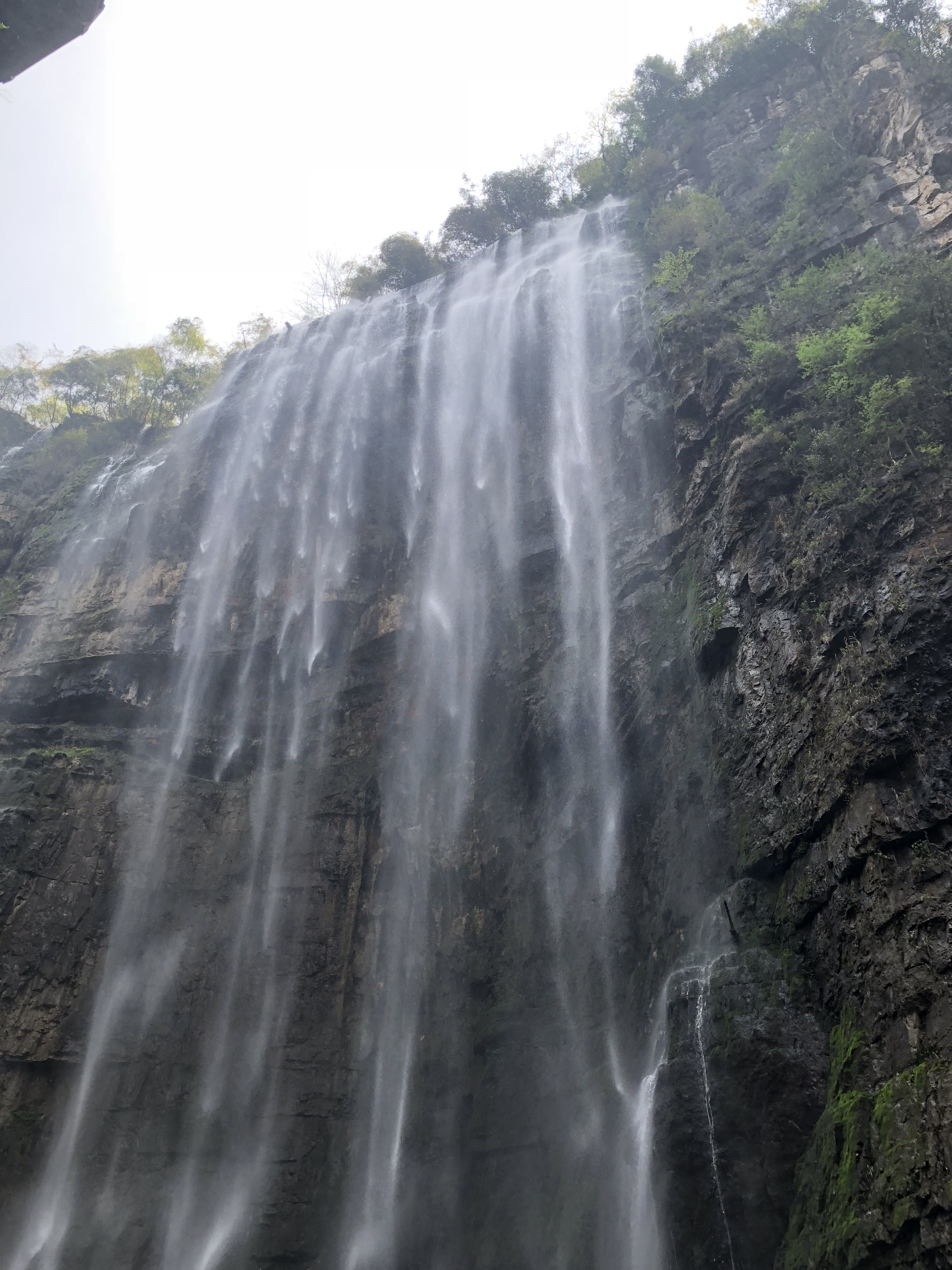
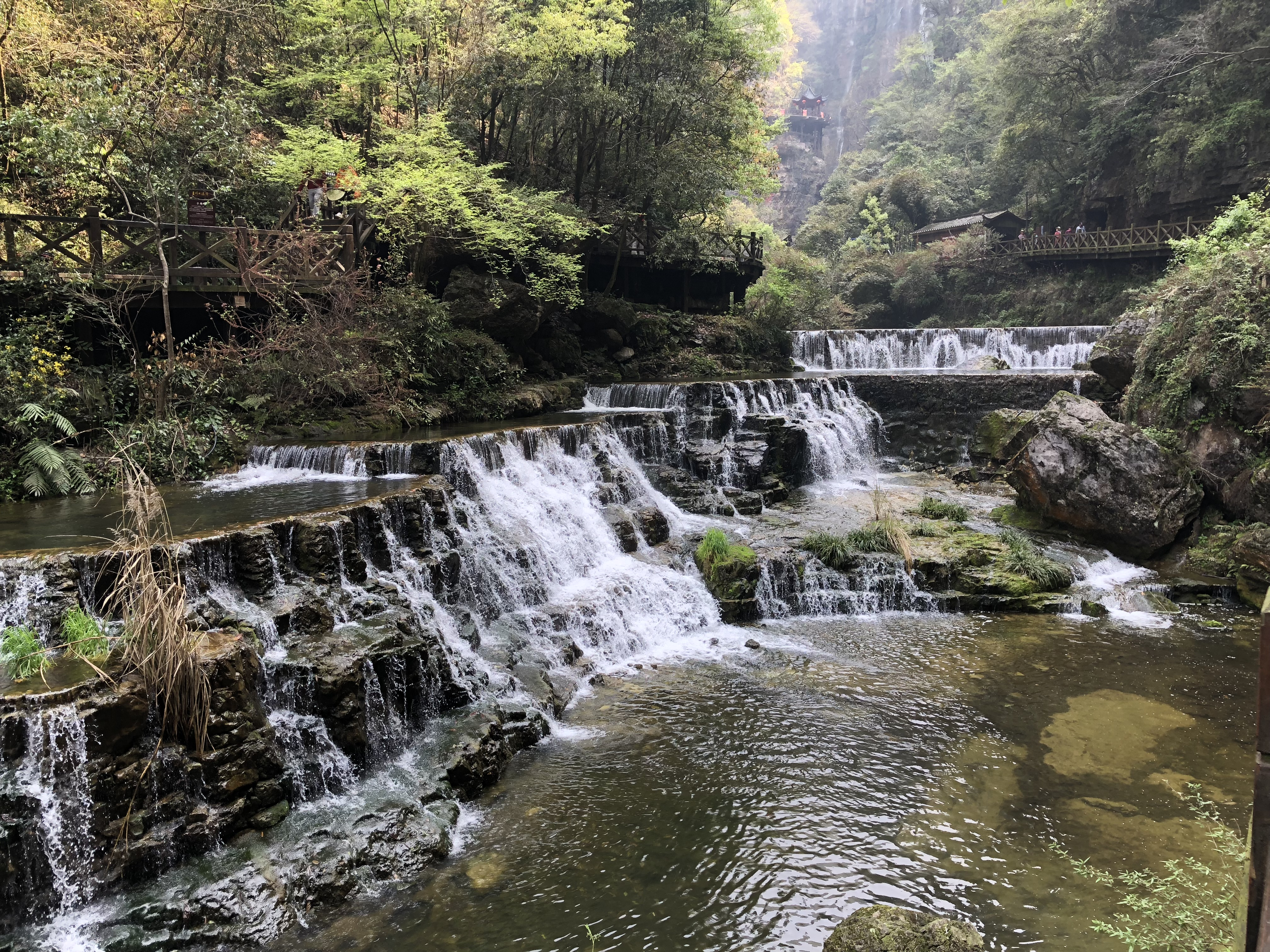
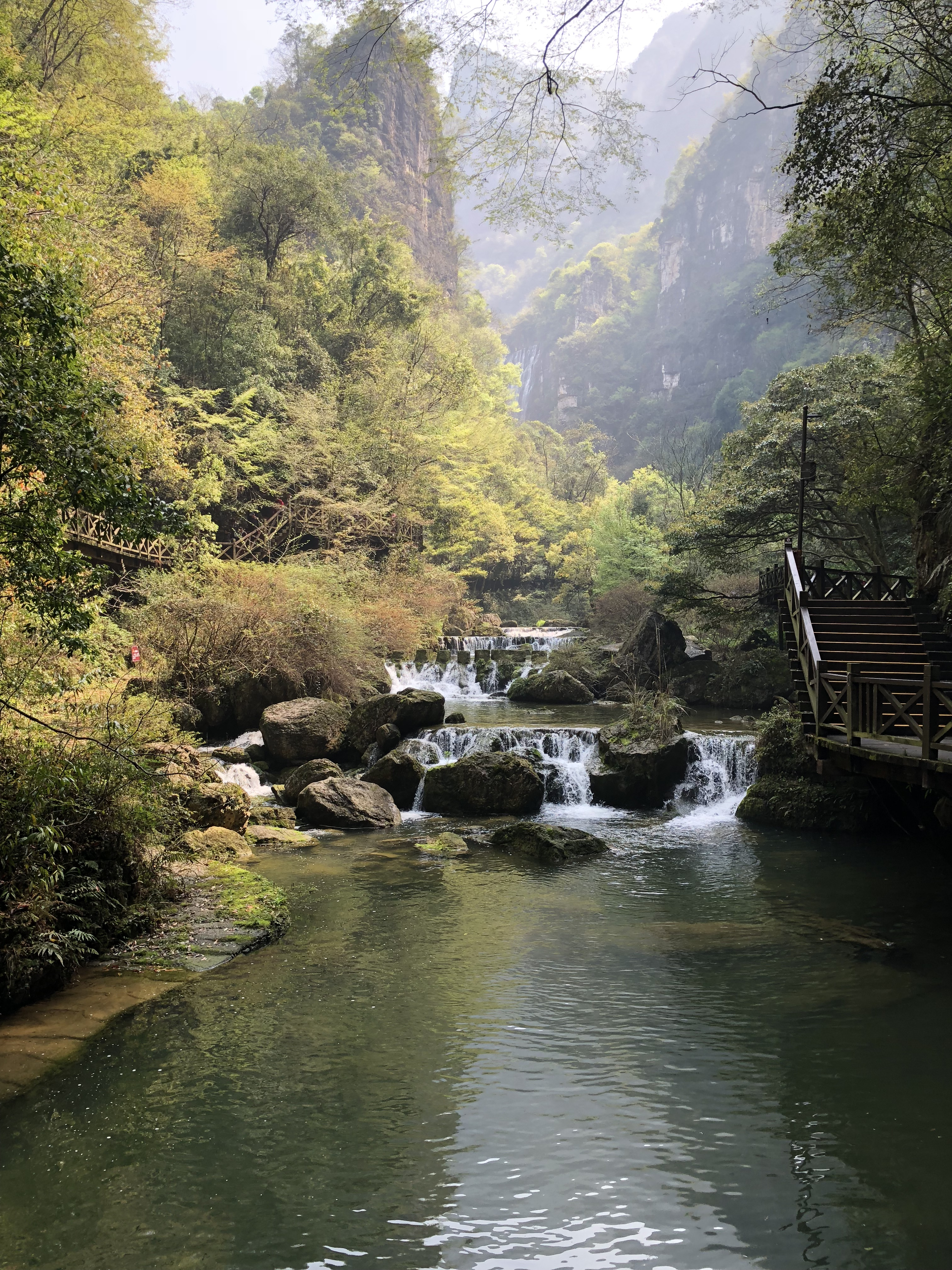
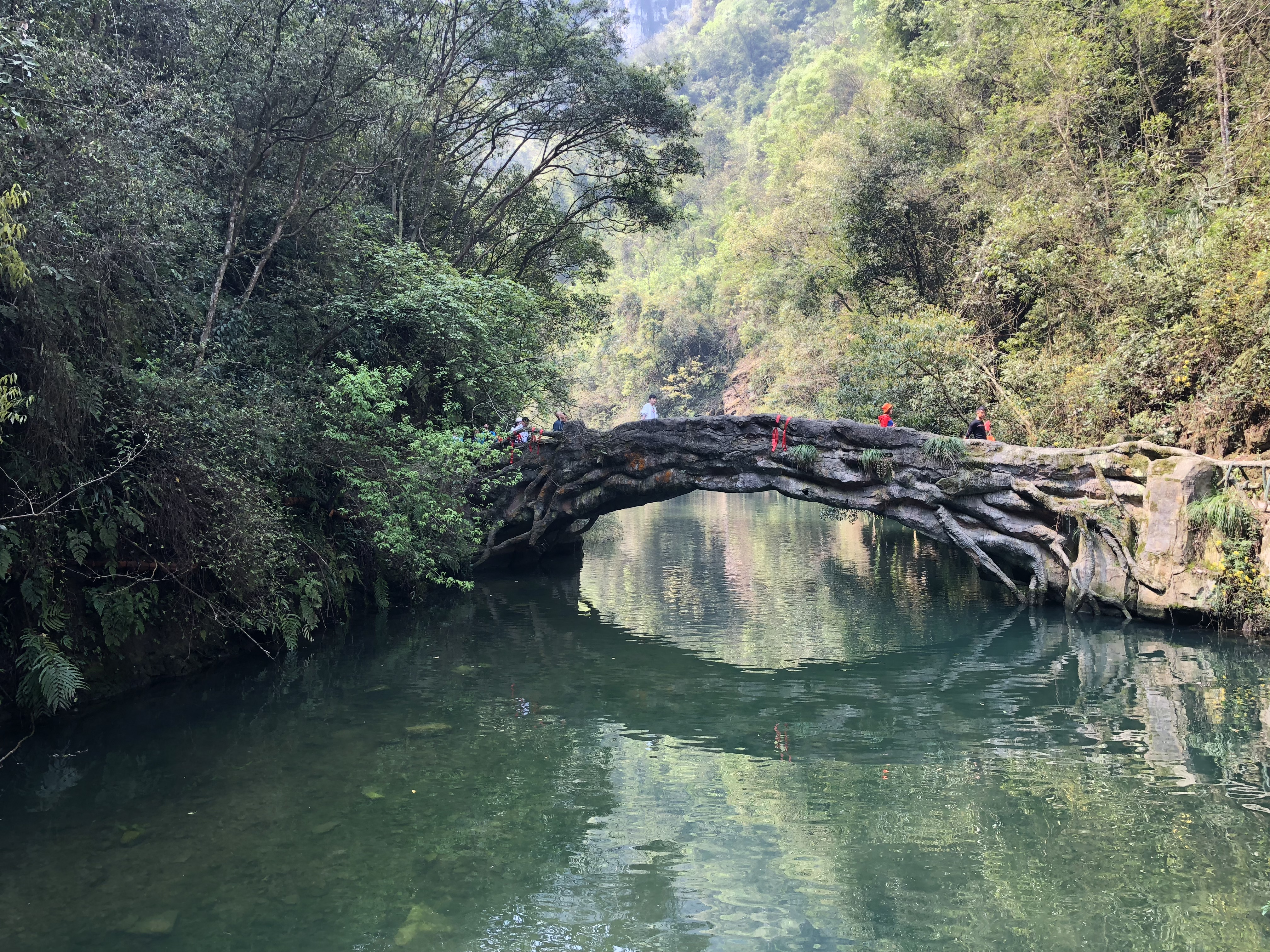
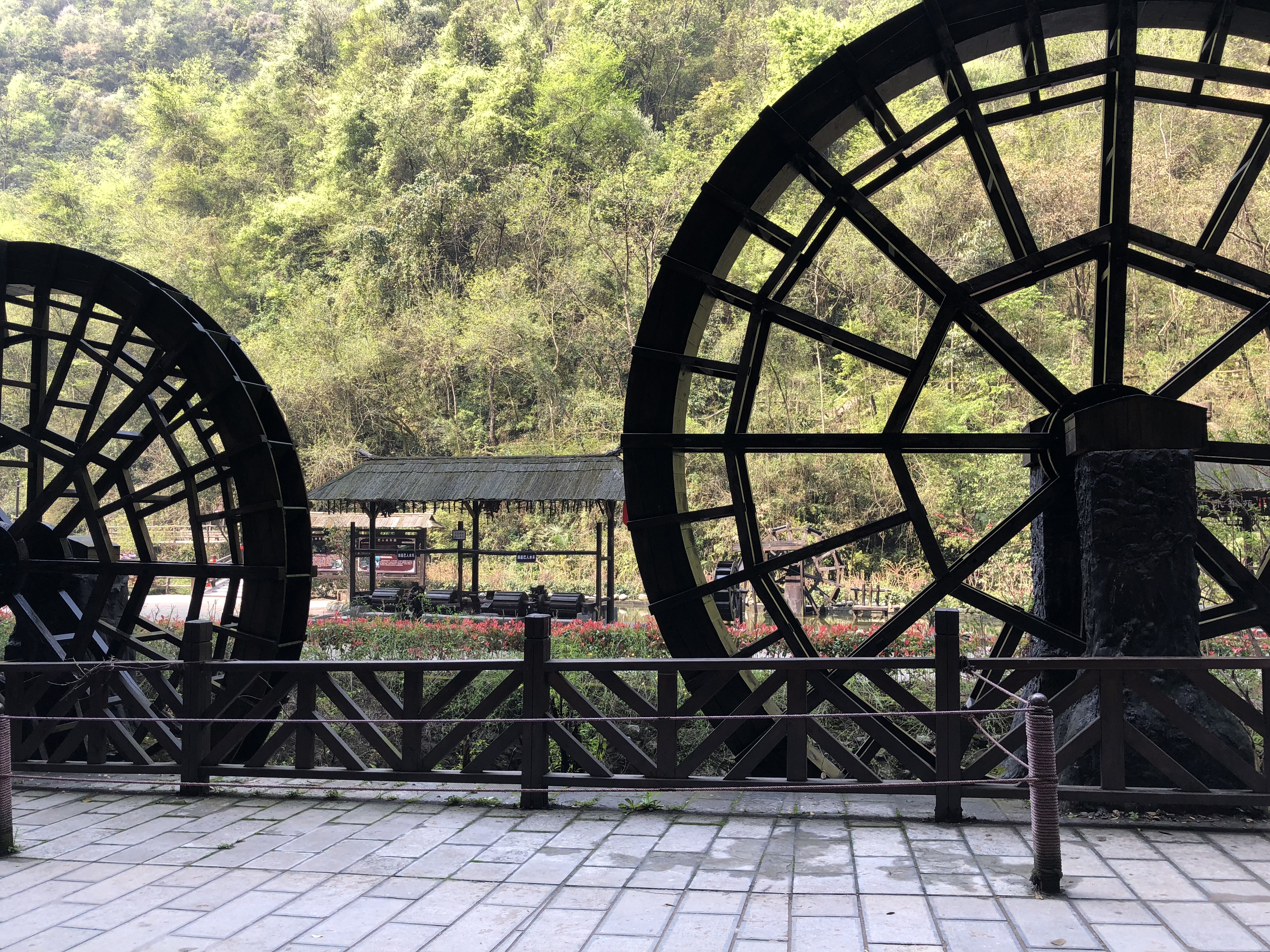
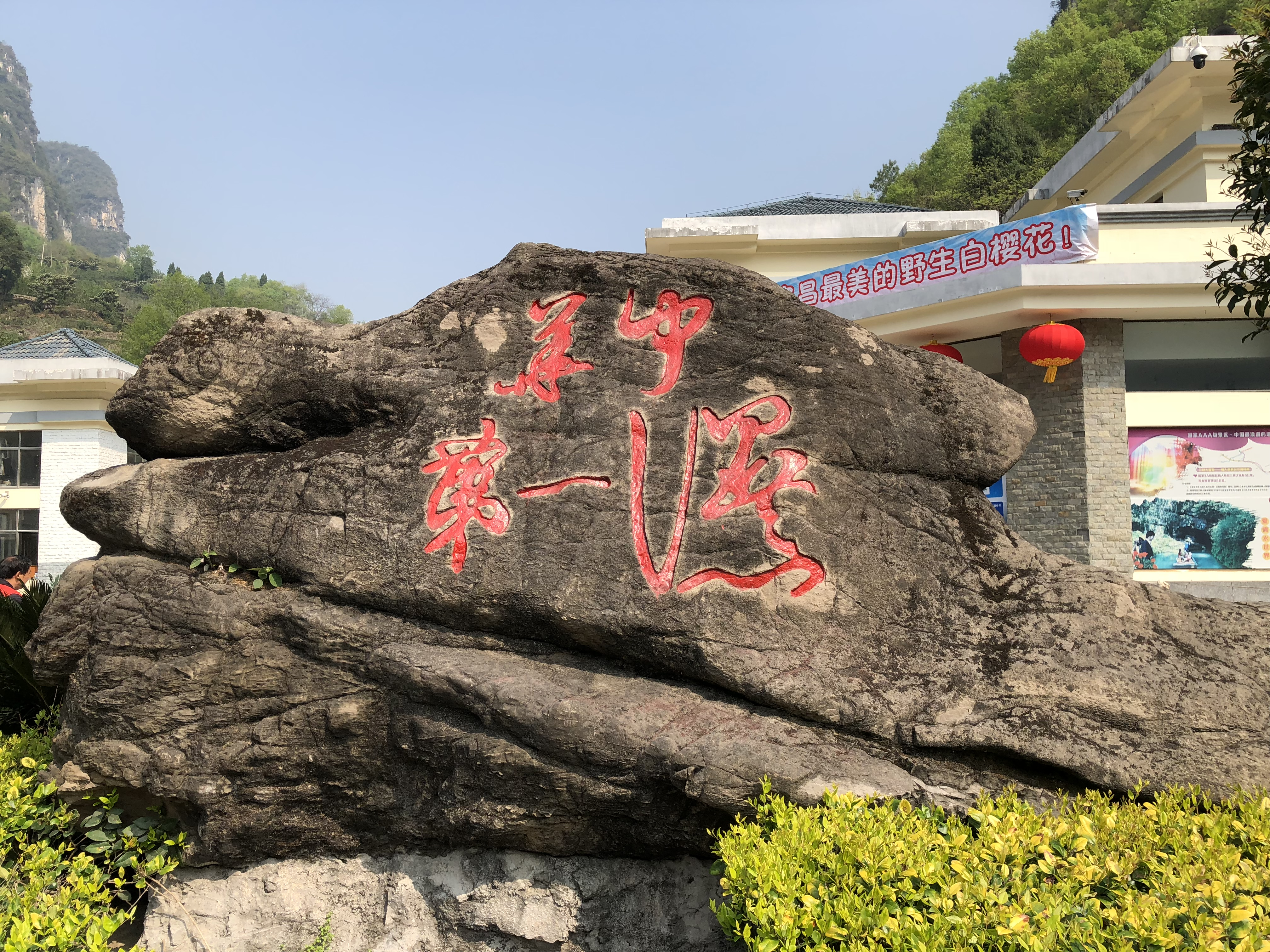
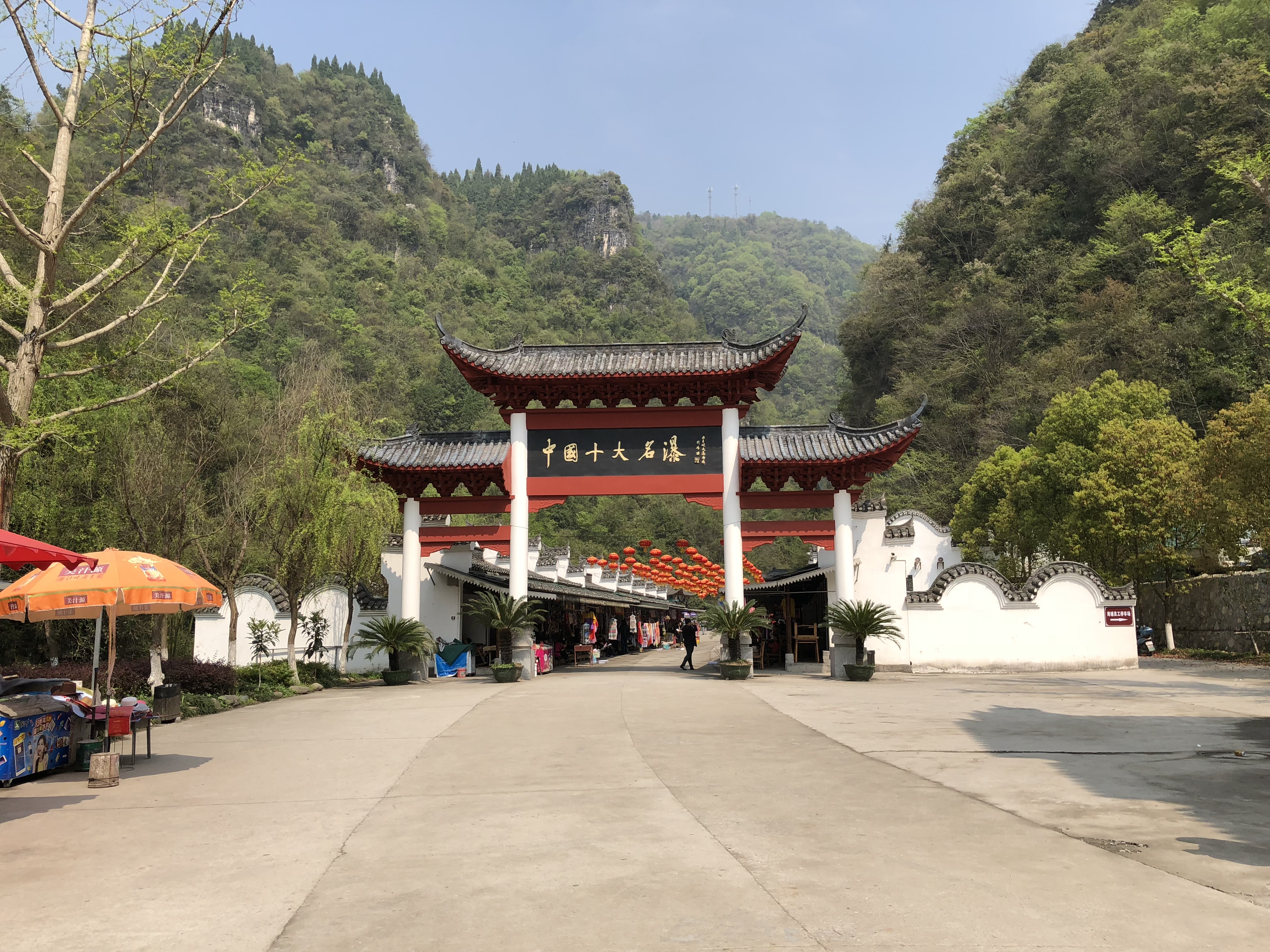
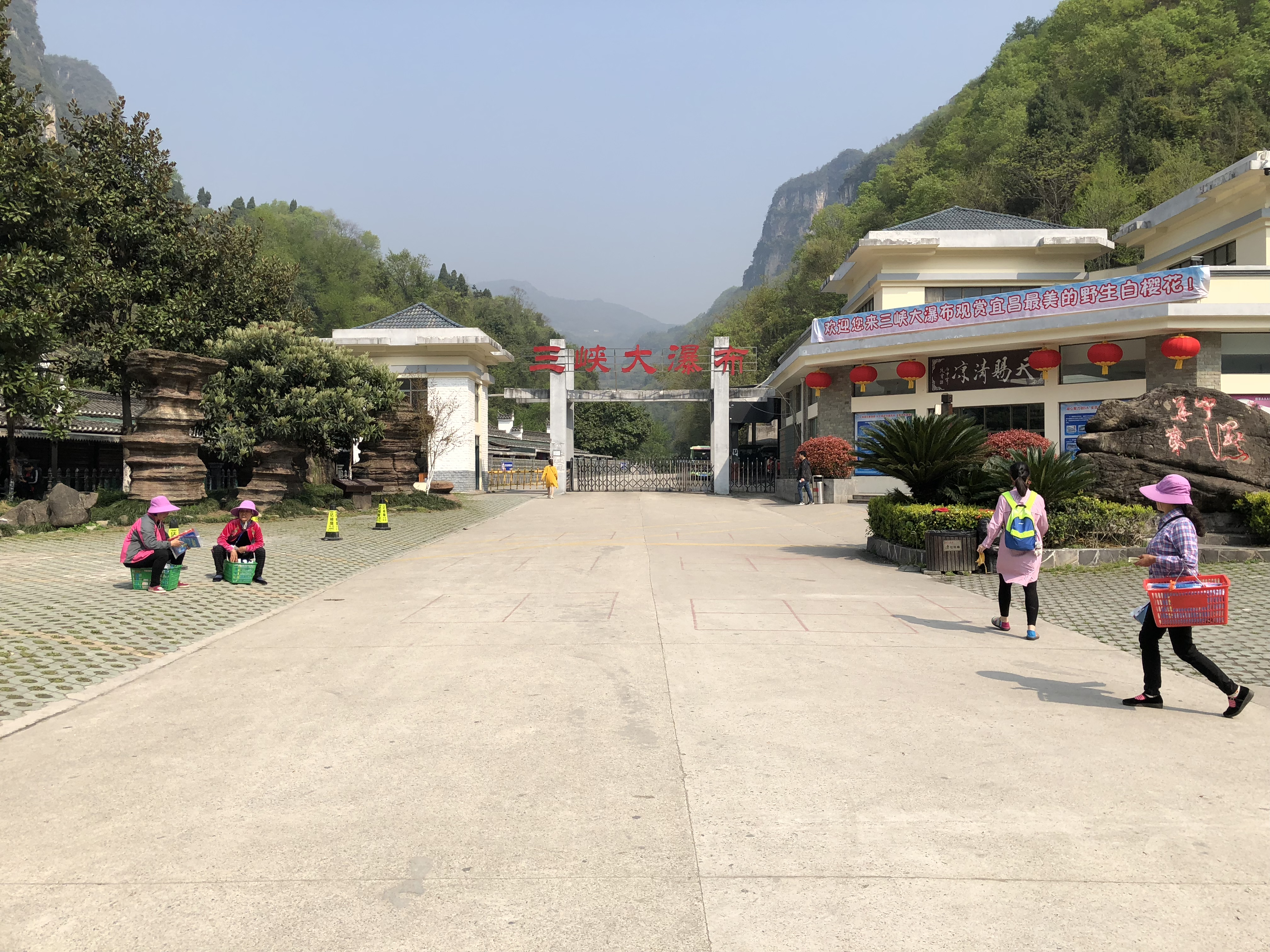